# 馬蘇拉皮杜銀漢魚
馬蘇拉皮杜銀漢魚，為輻鰭魚綱銀漢魚目皮杜銀漢魚科的其中一種，被IUCN列為易危保育類動物，分布於非洲馬達加斯加淡水流域，為熱帶魚類，體長可達8.7公分，棲息在底中層水域，生活習性不明。

## 擴展閱讀
維基物種上的相關：馬蘇拉皮杜銀漢魚